# Дейв Фостер
Дейв Фостер (англ. Dave Foster) — колишній барабанщик гурту Nirvana.
Звільнений з гурту після кількох концертів, через те, що не міг часто відвідувати репетиції, позаяк жив далеко від Курта Кобейна та Кріса Новоселіча. Останньою краплею став арешт Фостера за напад на сина мера міста Космополіс, внаслідок чого Дейв був відправлений до в'язниці на два тижні та оштрафований на кілька тисяч доларів.